# Howard Fenton
Howard Fenton (* 6. Februar 1952) ist ein ehemaliger jamaikanischer Radrennfahrer.

## Sportliche Laufbahn
Fenton war Bahnradsportler und auch im Straßenradsport aktiv. Er war Teilnehmer der Olympischen Sommerspiele 1972 in München. Er bestritt dort vier Wettbewerbe.
Im Tandemrennen schied er mit seinem Partner Honson Chin im Vorlauf gegen Ivan Kučírek und Vladimír Popelka aus der Tschechoslowakei aus. Im 1000-Meter-Zeitfahren wurde er als 26. klassiert. In Mannschaftsverfolgung schied Jamaika mit Radcliffe Lawrence, Howard Fenton, Maurice Hugh-Sam und Michael Lecky in der Qualifikation aus.
Im olympischen Straßenrennen kam er beim Sieg von Hennie Kuiper nicht ins Ziel.